# Knud Estrup
Knud Karl Vibe Estrup (28. juli 1884 i København – 7. februar 1978 i Gentofte) var en dansk civilingeniør og kunstsamler.

## Virke
Estrup var søn af postmester i Nykøbing Falster Peder Jungersen Estrup og hustru Agathe Louise Estrup født Hastrup. Han blev student fra Sorø Akademi 1903, tog filosofikum 1904, blev civilingeniør 1907 og i 1914 dr.phil. på afhandlingen Studier over Elektrolytokklusion i Tilknytning til Sulfatbestemmelse (1915). Estrup var medarbejder ved 2. udgave af Salmonsens Konversationsleksikon og underviste som amanuensis i kemi på Polyteknisk Læreanstalt og på Hærens Officerskole.
Knud Estrup var kunstsamler. Han donerede en række tegninger og malerier til henholdsvis Statens Museum for Kunst og Sorø Kunstmuseum.

## Ægteskaber
Han var gift første gang 13. november 1909 i Sorø (stuebryllup) med Nanna Gjellerup (17. april 1886 i Sorø - 7. september 1931 på Frederiksberg), datter af akademilæge Poul Frederik Jacob Gjellerup (1835-1930) og Conradine Dorothea von der Recke (1852-1910). Anden gang ægtede han 11. februar 1933 på Københavns Rådhus Ellen Margrethe Reinhardt (19. maj 1892 i København - 12. maj 1971), datter af kontorchef i Overformynderiet Erik Reinhardt (død 1939) og hustru Anna født Juhre (død 1949).